# Pyramidula rupestris
Pyramidula rupestris, auch Felsen-Pyramidenschnecke genannt, ist eine landlebende Schneckenart aus der Familie der Pyramidenschnecken (Pyramidulidae). In der älteren Literatur beziehen sich viele ältere Beschreibungen von Pyramidula rupestris in Wirklichkeit auf Pyramidula pusilla.

## Merkmale
Das Gehäuse ist konisch mit geraden Außenlinien. Es misst 1,4 bis 2,5 mm in der Höhe und 2,5 bis 2,7 mm in der Breite, und variiert damit von geringfügig breiter als hoch bis deutlich höher als breit. Die 4 bis 4½ Windungen sind gewölbt und durch eine tiefe Naht deutlich voneinander abgesetzt. Die ersten Windungen können etwas unregelmäßig zunehmen. Der Nabel nimmt etwa ¼ (oder geringfügig sogar weniger) des Gesamtdurchmessers ein. Die Mündung ist rundlich ausgebildet, der Mundrand ist einfach, nicht verstärkt und sehr zerbrechlich. Die letzte Windung bildet an der Peripherie eine stumpfe Kante aus.
Das frische Gehäuse ist dunkelrotbraun gefärbt, ältere schon etwas angewitterte Gehäuse sind weißgrau. Oft sind die Gehäuse auch mit Gesteinskrümeln und Flechtenresten bedeckt. Das Embryonalgehäuse ist, nur mit starker Lupe sichtbar, mit feinen Pusteln bedeckt; mit dem bloßen Auge erscheint es annähernd glatt. Das Juvenil- und Adultgehäuse weist dagegen mehr oder weniger unregelmäßigen Anwachsstreifen auf.
Der Weichkörper ist dunkelgrau bis schwarz gefärbt. Die Fühler sind mäßig lang, relativ dick und am oberen Ende vergleichsweise stark verdickt.

## Ähnliche Arten
Das Gehäuse der Pyramidula rupestris ähnelt sehr der erst vor kurzem als selbständige Art abgetrennten Pyramidula pusilla Gittenberger & Bank, 1996. Die Art ist im Durchschnitt etwas größer, und immer deutlich breiter als hoch.

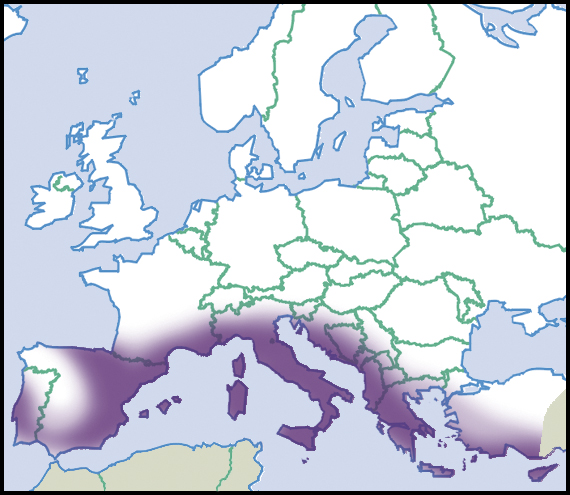
Verbreitung von Pyramidula rupestris. Nach neueren Untersuchungen kommt die Art auch in den Alpen vor.

## Geographische Verbreitung und Lebensraum
Das Verbreitungsgebiet umfasst die Iberische Halbinsel und das Mittelmeergebiet, einschließlich Nordafrika und dem Nahen Osten. Im Osten reicht das Verbreitungsgebiet bis nach Zentralasien. Die Art kommt auch auf den Kanarischen Inseln vor.
Die Art soll bis auf 3000 m über Meereshöhe gefunden worden sein. Die Angaben zur Verbreitung sind nur eingeschränkt verlässlich, da erst vor kurzem ein neues Taxon (Pyramidula pusilla Gittenberger & Bank, 1996) von P. rupestris abgetrennt wurde. Ältere Angaben trennen nicht zwischen beiden Taxa. So wurde z. B. erst vor kurzem festgestellt, dass in Bulgarien nicht P. rupestris vorkommt, sondern P. pusilla; d. h. die früheren Nachweise von P. rupestris in Bulgarien sind wohl alle auf P. pusilla zu beziehen.
Die Felsen-Pyramidenschnecke ist bevorzugt auf warmen und trockenen, oft direkt nach Süden exponierten Kalkfelsen und Kalkmauern zu finden.

## Lebensweise
Die Tiere leben auf der Oberfläche von Kalkfelsen oft in kleinen Trupps in Ritzen, kleinen Gruben oder unter kleinen Überhängen. Weniger häufig trifft man sie auf nach Norden abfallenden Hängen oder nicht in der Nähe von Felsen an. Bei Trockenheit ziehen sich viele Exemplare nicht in geschützte Ritzen oder Spalten zurück, sondern heften sich außerordentlich fest am Untergrund an. Sie können auf diese Weise leicht mit kalkigen Naturwerksteinen gebrochen und verschleppt werden.
Die Tiere ernähren sich von endolithischen Algen und Flechten. Die Steine werden mit Hilfe der Radula abgeraspelt und Gesteinsgrus und Algen aufgenommen. Die Faeces enthalten daher neben unverdaulichen Algen- und Flechtenresten große Mengen an Kalziumkarbonat.
Die Tiere sind getrenntgeschlechtlich. Die Fortpflanzung erfolgt über Ovoviviparie. Die wenigen, sehr großen Eier werden in der Mantelhöhle bis zum Schlüpfen der Jungtiere zurückgehalten, die die Mantelhöhle als Miniaturadulte verlassen. Die Gehäuse der Jungtiere messen zum Zeitpunkt der „Geburt“ etwa 0,7 mm im Durchmesser und haben anderthalb Windungen.

## Taxonomie
Das Taxon wurde 1801 von Jacques Philippe Raymond Draparnaud als Helix rupestris erstmals beschrieben. Es ist die Typusart der Gattung Pyramidula Fitzinger, 1833. Allerdings wurde erst vor kurzem erkannt, dass sich darunter mehrere Arten verbergen. Sehr häufig war Pyramidula rupestris s. str. mit Pyramidula pusilla Gittenberger & Bank, 1996 verwechselt worden (Gittenberger & Bank, 1996). Gelegentlich wurde auch die heute meist als selbständige Art anerkannte Pyramidula chorismenostoma (Westerlund & Blanc, 1879) als Unterart von Pyramidula rupestris betrachtet.
Manche Autoren unterschieden zwei Unterarten:
- Pyramidula rupestris rupestris (Draparnaud, 1801), die Nominatunterart
- Pyramidula rupestris hierosolymitana Bourguignat, 1852

Neuere Arbeiten scheiden keine Unterarten aus.

## Anmerkung
1. ↑  Der Name Felsen-Pyramidenschnecke wird auch für die nahe verwandte Art Pyramidula pusilla verwendet.